# Хольмен, Себастьян
Ра́смус Себастья́н Хо́льмен (швед. Rasmus Sebastian Holmén; род. 29 апреля 1992, Бурос, Швеция) — шведский футболист, защитник клуба «Эльфсборг». Ранее выступал за сборную Швеции.
Себастьян — младший брат футболиста Самуэля Хольмена.

## Клубная карьера

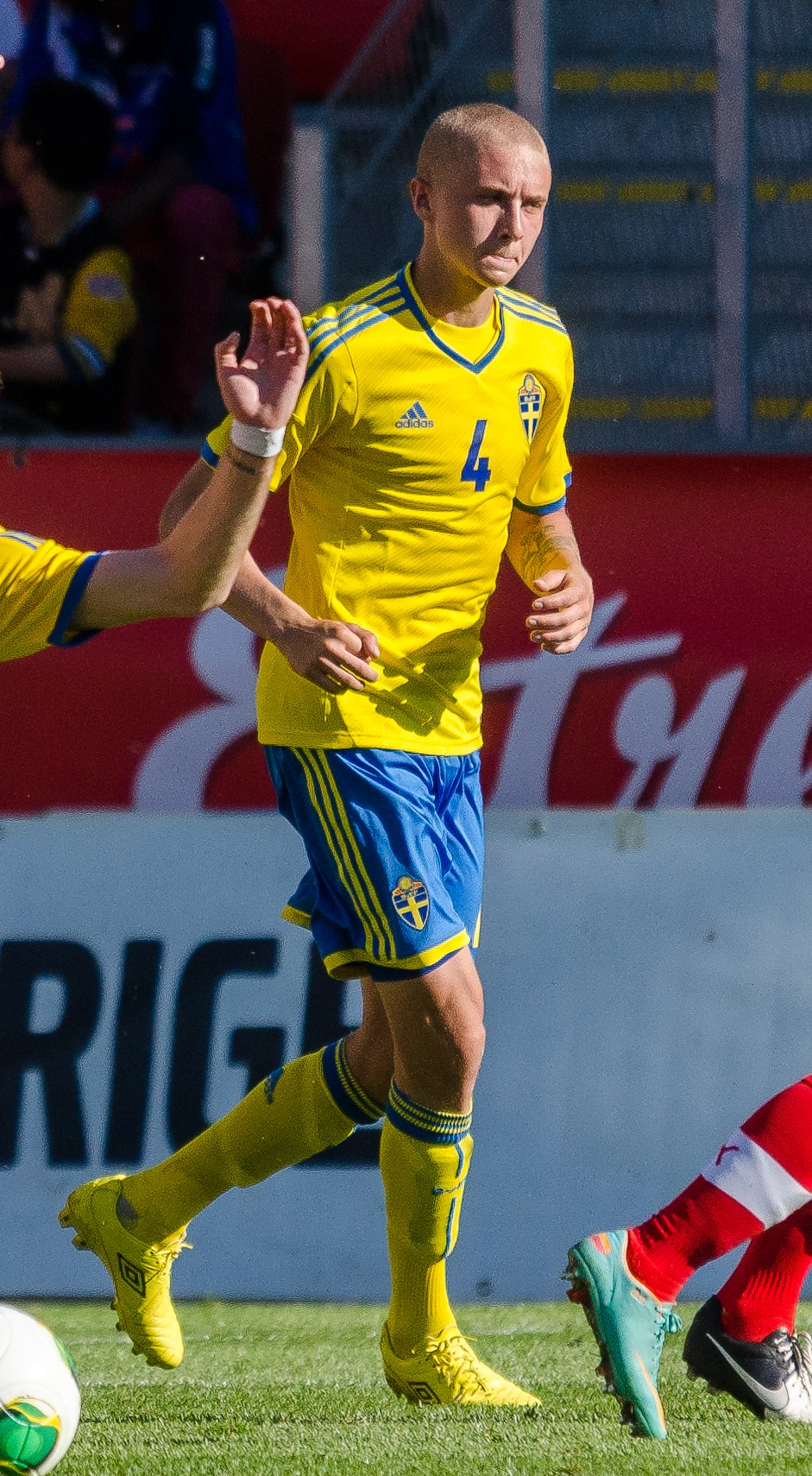
Хольмен в составе молодёжной сборной Швеции

Хольмен — воспитанник клуба Эльфсборг.7 апреля 2013 года в матче против «Хальмстада» он дебютировал в Аллсвенскан лиге. 13 июля в поединке против «Хальмстада» Себастьян забил свой первый гол за команду. 5 юля 2012 года он дебютировал за клуб в Лиги Европы, в матче 1-го квалификационного раунда против мальтийского «Флориана». Первый матч завершился с разгромом мальтийского коллектива 8:0. Хольмен вышел на замену на 66-й минуте вместо Николаса Хульта,, который оформил хет-рик. В ответном матче Хольмен вышел в стартовом составе, а «Эльфсборг» выиграл ответный матч 4:0, а общий счёт составил 12:0.
В 2014 году Хольмен помог «Эльфсборгу» выиграть Кубок Швеции.
В начале 2016 года Себастьян перешёл в московское «Динамо», подписав контракт на 3,5 года. Себастьян стал первым скандинавским футболистом в составе московского клуба. 14 марта в матче против грозненского «Терека» он дебютировал в РФПЛ. После вылета «Динамо» из элиты по итогам сезона Хольмен остался в клубе, несмотря на то, что у него в контакте был пункт по которому он мог покинуть команду в случае вылета. По итогам сезона Себастьян помог «Динамо» выиграть первенство ФНЛ и вернуться в элиту. 12 июня 2019 года «Динамо» на своём официальном сайте объявило что Себастьян Хольмен покинул клуб. Всего за «Динамо» Себастьян провёл 92 игры, в которых забил один мяч и отдал две голевые передачи.
В июле 2021 года перешёл в турецкий «Ризеспор».

## Международная карьера
15 января 2015 года в товарищеском матче против сборной Кот-д’Ивуара дебютировал за сборную Швеции.
Летом того же года в составе молодёжной сборной Швеции Себастьян выиграл молодёжный чемпионат Европы в Чехии. На турнире он был запасным и на поле не вышел.

## Достижения
«Эльфсборг»
- Обладатель Кубка Швеции — 2013/14

 «Динамо»
- Победитель Первенства ФНЛ — 2016/17

 Швеция (до 21)
- Молодёжный чемпионат Европы — 2015

## Клубная статистика
| Выступление      | Выступление      | Выступление      | Лига | Лига | Кубок | Кубок | Еврокубки | Еврокубки | Итого | Итого |
| Клуб             | Лига             | Сезон            | Игры | Голы | Игры  | Голы  | Игры      | Голы      | Игры  | Голы  |
| ---------------- | ---------------- | ---------------- | ---- | ---- | ----- | ----- | --------- | --------- | ----- | ----- |
| Эльфсборг        | Аллсвенскан      | 2013             | 19   | 2    | 10    | 1     | 8         | 1         | 37    | 4     |
| Эльфсборг        | Аллсвенскан      | 2014             | 27   | 1    | 6     | 0     | 6         | 2         | 39    | 3     |
| Эльфсборг        | Аллсвенскан      | 2015             | 29   | 0    | 1     | 0     | 5         | 0         | 35    | 0     |
| Эльфсборг        | Итого            | Итого            | 75   | 3    | 17    | 1     | 19        | 3         | 111   | 7     |
| Динамо (Москва)  | Премьер-лига     | 2015/16          | 10   | 0    | 0     | 0     | —         | —         | 10    | 0     |
| Динамо (Москва)  | ФНЛ              | 2016/17          | 5    | 0    | 0     | 0     | 0         | 0         | 5     | 0     |
| Динамо (Москва)  | Итого            | Итого            | 15   | 0    | 0     | 0     | 0         | 0         | 15    | 0     |
| Всего за карьеру | Всего за карьеру | Всего за карьеру | 90   | 3    | 17    | 1     | 19        | 3         | 126   | 7     |